# Tirumala hamata
Espèce
Synonymes
- Danaus hamata (MacLeay, 1826)[1]
- Euploea hamata MacLeay, 1826[1]

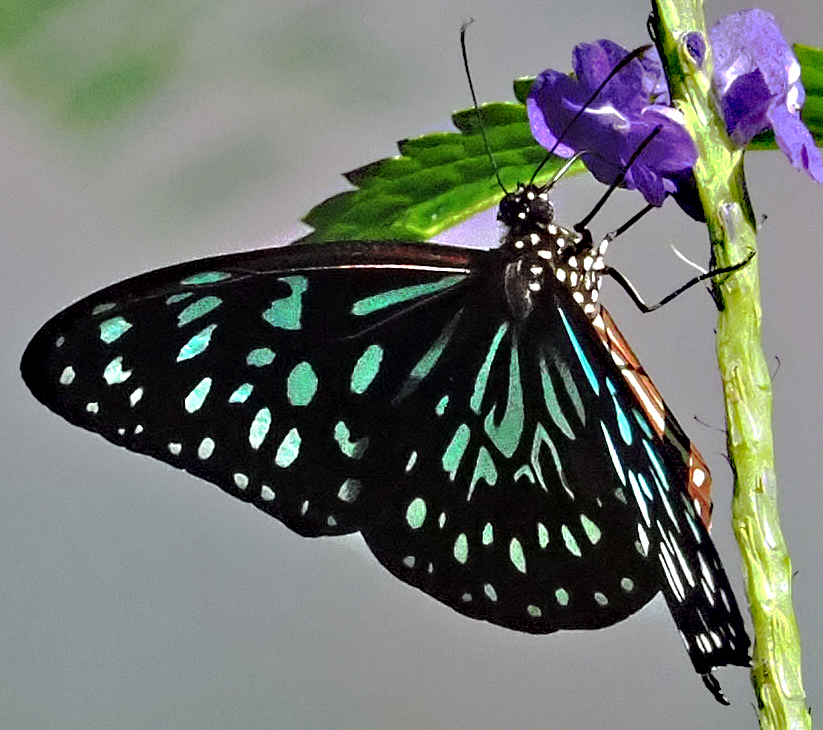
Tirumala hamata ssp. moderata mâle Nouvelle Calédonie

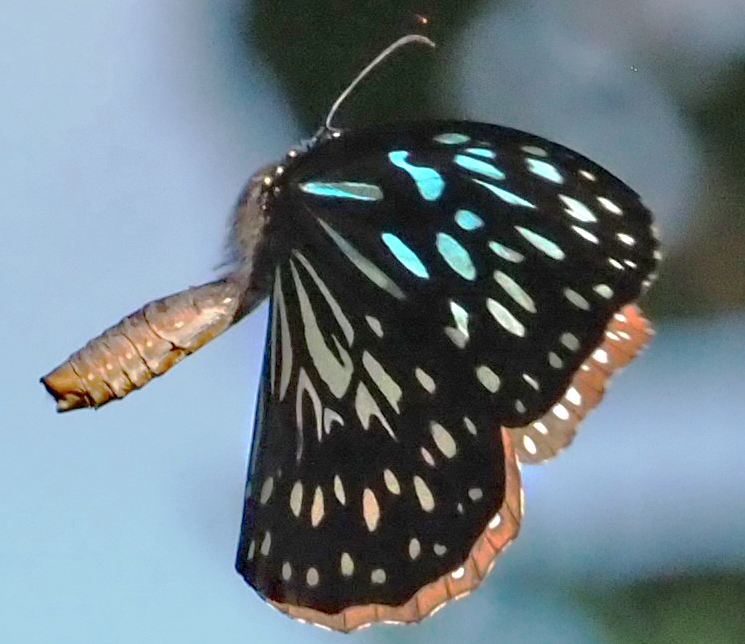
Tirumala hamata ssp. moderata mâle en vol Nouvelle Calédonie

Tirumala hamata est une espèce d'insectes lépidoptères (papillons) de la famille des Nymphalidae, de la sous-famille des Danainae et du genre Tirumala.

## Dénomination
Tirumala hamata a été nommé par William Sharp Macleay en 1826.
Synonymes : Danais septentrionis (Butler, 1874), Danaus septentrionis..

### Noms vernaculaires
Tirumala hamata se nomme en anglais Blue Tiger.

### Liste des sous-espèces
- Tirumala hamata hamata ; présent en Australie
- Tirumala hamata coarctata (Joicey & Talbot, 1922)
- Tirumala hamata insignis Talbot, 1943 ; présent aux Îles Salomon
- Tirumala hamata leucoptera (Butler, 1874)
- Tirumala hamata melittula (Herrich-Schäffer, 1869)
- Tirumala hamata moderata (Butler, 1875) ; présent en Nouvelle-Calédonie[3]
- Tirumala hamata neptunia (C. & R. Felder, 1865)
- Tirumala hamata nigra (Martin, 1910)
- Tirumala hamata obscurata (Butler, 1874)
- Tirumala hamata pallidula (Talbot, 1943)
- Tirumala hamata paryadres Fruhstorfer, 1910 ; présent à Timor.
- Tirumala hamata subnubila Talbot, 1943[2]

## Description
C'est un grand papillon marron foncé marqué de taches bleues et de taches blanches ovales et d'une ligne sub-marginale de points blancs ou bleutés.
Le revers est identique.

### Chenille
La chenille est noire annelée de fines lignes blanchâtre avec une fine ligne orange sur le flanc. Elle possède des cornes.

## Biologie
C'est un migrateur à l'intérieur de l'Australie qui peut même, mais rarement, atteindre la Nouvelle-Zélande,.

### Plantes hôtes
Ses plantes hôtes sont diverses, des Parsonsia, Parsonsia straminea, Parsonsia velutina, Cynanchum carnosum et Cynanchum leptolepis, Marsdenia, Secanome carnosum,Secanome elliptica, Secanome Tylophora, Heterostemma acuminatum, Heterostemma papuana, Hoya australis, Cryptostegia grandiflora, Ischnostemma carnosum.

## Écologie et distribution
Tirumala septentrionis est présent dans le nord-est et depuis le sud de l'Asie, jusqu'en Australie.

### Protection
Pas de statut de protection particulier.

### Philatélie
Tirumala hamata est présent sur un timbre australien de 1981 et sur un timbre des Iles Samoa de 1986.